# Klaus Elgeti
Klaus Elgeti (* 11. Juli 1934 in Stralsund; † 25. Oktober 2022 in Bergisch Gladbach) war ein deutscher Verfahrenstechniker und von 1972 bis 1994 außerplanmäßiger Professor für Thermodynamik und Verfahrenstechnik an der RWTH Aachen.

## Leben und Wirken
Klaus Elgeti studierte Maschinenbau an der Technischen Universität Hannover, wo er im Corps Hannovera aktiv und 1956 recipiert wurde. 1964 wurde er von der dortigen Fakultät für Maschinenwesen zum Dr.-Ing. promoviert. Drei Jahre später, 1967, habilitierte er sich ebendort. Er wechselte in die Industrie zur Bayer AG und habilitierte sich um an die RWTH Aachen. Bei Bayer begann er zunächst in der Wärmetechnik und stieg dort zum Direktor der Zentralen Verfahrenstechnik auf. An der RWTH Aachen wurde er am 31. Januar 1972 zum außerplanmäßigen Professor für Thermodynamik und Verfahrenstechnik ernannt. Von 1994 bis zu seiner Emeritierung hielt er als Nachfolger von Marko Zlokarnik die Bayer-Stiftungsprofessur für Technische Chemie der Universität zu Köln.
Elgeti arbeitete auf den Gebieten der Wärmetechnik sowie der Wärme- und Stoffübertragung. Er veröffentlichte zahlreiche Artikel in wissenschaftlichen Zeitschriften und verfasste Beiträge zu Sammelwerken und Handbüchern seines Fachgebiets.

## Auszeichnungen
- 1972: Arnold-Eucken-Preis
- 1994: VDI-Ehrenzeichen[4]

## Schriften
- Erklärung des Verhaltens des Wasserdampfes aus der Wirksamkeit der van der Waalsschen Kräfte und der Bildung von Doppel- und Mehrfachmolekülen, 1964
- Die Erwärmung eines unterirdischen Ölfeldes beim Einpressen von heißem Wasser, 1967
- Untersuchungen zum Wärmetransport in flüssigkeitsdurchströmten Schüttungen, 1981 (zusammen mit Klaus-Jürgen Schröder und Ulrich Renz)